# Kirill Svesjnikov
Kirill Michajlovitsj Svesjnikov (Russisch: Кирилл Михайлович Свешников; Sint-Petersburg, 10 februari 1992) is een Russisch wielrenner die anno 2018 rijdt voor Lokosphinx.

## Baanwielrennen

### Palmares
| Jaar     | RK       | EK                                            | WK                      | Overig                                                                 |
| Junioren | Junioren | Junioren                                      | Junioren                | Junioren                                                               |
| -------- | -------- | --------------------------------------------- | ----------------------- | ---------------------------------------------------------------------- |
| 2010     |          | Ploegenachtervolging, Puntenkoers, Ploegkoers | Ploegkoers, Puntenkoers |                                                                        |
| Beloften |          |                                               |                         |                                                                        |
| 2011     |          | Ploegenachtervolging                          |                         |                                                                        |
| 2012     |          |                                               |                         |                                                                        |
| 2013     |          |                                               |                         |                                                                        |
| 2014     |          | Achtervolging                                 |                         |                                                                        |
| Elite    |          |                                               |                         |                                                                        |
| 2012     |          | Puntenkoers                                   |                         | WB Beijing: Scratch                                                    |
| 2013     |          |                                               | Puntenkoers             |                                                                        |
| 2014     |          |                                               |                         | WB Guadalajara: Puntenkoers                                            |
| 2015     |          |                                               |                         | Fiorenzuola d'Arda: Ploegenachtervolging WB Cali: Ploegenachtervolging |

## Wegwielrennen

### Overwinningen
2010
3e etappe Ronde van Besaya
2014
2e etappe Trofeo Joaquim Agostinho
Jongerenklassement Trofeo Joaquim Agostinho

## Ploegen
- 2012 –  Lokosphinx
- 2013 –  Lokosphinx
- 2014 –  Lokosphinx
- 2015 –  Lokosphinx
- 2016 –  Gazprom-RusVelo
- 2017 –  Gazprom-RusVelo
- 2018 –  Lokosphinx

Botsjkov · Karpenkov · Neoestrojev · Rybalkin · Sjaloenov · Sjilov · Sokolov · Svesjnikov · A.Vdovin · S.Vdovin
Arslanov · Bojev · Firsanov · Foliforov · Jersjov · Jevtoesjenko · Koerbatov · Koestadintsjev · Kolobnev · Majkin · Manakov · Nikolajev · Nytsj · Ovetsjkin · Rybalkin · Savitski · Serov · Sjaloenov · Solomennikov · Stasj · Svesjnikov · Zakarin
Arslanov · Bojev · Broett · Firsanov · Foliforov · Jersjov · Kozontsjoek · Lagoetin · Majkin · Nikolajev · Nytsj · Ovetsjkin · Porsev · Rovny · Rybalkin · Savitski · Sjaloenov · Solomennikov · Svesjnikov · Troesov · Vorobjov · Zakarin · Kobernjak (stagiair) · Koerjanov (stagiair) · Tsjerkasov (stagiair)
Jevtoesjenko · Samolenkov · Sokolov · Stasj · Strachov · Svesjnikov · A. Vdovin · S. Vdovin